# Turcsányi Elek
Turcsányi Elek (Budapest, 1889. május 28. – Budapest, 1944. november 2.) magyar író, költő, tanácsjegyző.

## Élete
Jogot végzett, iskolái befejezése után a fővárosban dolgozott. 1927. március 10-étől fogalmazó, 1931. május 22-étől tanügyi segédfogalmazó, 1935. április 8-ától II. osztályú fogalmazó, 1938. december 23-ától 1944-ig II. osztályú tanácsjegyző volt. Kosztolányi Dezső nevezte őt „a szavak alkimistájá"-nak. Súlyos betegsége miatt 55 évesen, 1944. november 2-án öngyilkos lett.
Elbeszélései és versei főleg a Nyugat és az Esztendő című folyóiratokban jelentek meg. Műveiben a képzelőerő lírai közvetlenséggel párosult.

## Főbb művei
- Koronelli dóm (versek, novellák, Budapest, 1921)
- A távolodó (versek, novellák, Budapest, 1927)
- Gazdátlan énekek háza; vál., szöveggond., tan. Szilárd Gabriella; Szépirodalmi, Budapest, 1984